# Трета подялба на Полша
Третата подялба на Полша, наричана също Трета подялба на Полша, през 1795 г. е последното от общо 3 поделби, които слагат край на съществуването на Полско-литовската държава до 1795 г.
Разделящите сили – Кралство Прусия, Свещената римска империя и Руската империя, се споразумяват трайно да заличат името на Полша (етнически по-силната част от Полско-литовската държава) от съществуването ѝ във всеки исторически контекст, включително от съответните им енциклопедии, в опит да обуздаят полското дисидентство и националистическа разпаленост. Когато такива източници или текстове трябва да се отнесат към Полша или поляците, се използват полски исторически региони. Тези извъртания в крайна сметка водят до редица полски въстания през този период. Третото разделяне и поделбите на Полша като цяло, остават спорна тема в съвременна Полша, в академични среди и публични дискусии; най-вече в контекста на връзките на Полша с Русия, която получава най-много от територията.